# Джейна Геффорд
Джейна Геффорд (англ. Jayna Hefford; 14 травня 1977 року, Трентон, Онтаріо, Канада) — канадська хокеїстка. Чотириразова Олімпійська чемпіонка (2002, 2006, 2010, 2014), срібна призерка Олімпійських ігор 1998, семиразова чемпіонка світу (1997, 1999, 2000, 2001, 2004, 2007, 2012), чотириразова віце-чемпіонка світу (2005, 2008, 2009, 2011).